# Національна Рада Бессарабії
Національна Рада Бессарабії була сепаратистською організацією, яку очолював Дмитро Затуливітер, з незрозумілої раніше Організації Придністров'я в Україні. Вона виникла у 2014 році, після вторгнення Росії в Україну.

## Огляд
Група оприлюднила на вебсайті, зареєстрованому в Росії, маніфест, у якому оголосила про «дискримінацію» етнічних меншин у регіоні та закликала до набагато більшої автономії в регіоні Буджак, навіть номінально відкинувши сепаратизм. Українська влада вжила швидких заходів, коли СБУ здійснила два десятки арештів. Це змусило один український сайт стверджувати, що рух був «задушений у своїй колисці».
Партія регіонів та лідер болгарської меншини в Буджаку Антон Кіссе заперечують будь-який зв'язок із рухом і навіть відкидають його.
Були певні припущення, що організація прагнула зрештою створити «Бессарабську народну республіку» та встановити зв'язок із сепаратистами в Молдові, Гагаузії та Придністров'ї. Однак відсутність наземного зв'язку між Буджаком та останніми мала вирішальне значення при загибелі проєкту.